# -ette
-ette is in het Nederlands een achtervoegsel dat ongeveer gebruikt wordt als het Franse -ette, om een soort verkleinwoorden te vormen. De meeste van die woorden zijn hetzij nieuwvormingen in het Nederlands, hetzij ontleningen aan het Frans of aan het Engels (waar het suffix ook productief is).
Volgens Van der Toorn (1989) heeft dit suffix, naast een zuiver verkleinend (diminutief) karakter dat het oorspronkelijk in het Frans heeft, in principe twee andere mogelijke toepassingen: het aangeven van een imitatie, en het aangeven van een feminien karakter. Het suffix genoot enige tijd een grote populariteit voor de vorming van handelsmerken en andere commerciële uitingen, waar het niet altijd een feminien of diminutief karakter heeft. De opkomst in de commerciële sfeer ging gepaard met het voorkomen van schertsende vormen zoals ministerette (vrouwelijke minister), bloemerette (bloemenwinkel) en neuquerette (bordeel).

## Voorbeelden
- kitchenette, klein ingebouwd keukentje, aan het Engels ontleend.
- maisonnette, flat-achtige woning van twee of drie verdiepingen in een groter gebouw
- wasserette, zelfbedieningswasserij (vgl. Engels launderette), oorspronkelijk een merknaam
- Copyrette (merknaam), kopieerwinkel
- Velourette, velours-achtige kunstvezelstof (merknaam)
- purserette, vrouwelijke assistent van een purser
- punkette, jong punkmeisje